# Mistrzostwa Świata Juniorów w Saneczkarstwie 1992
7. Mistrzostwa Świata Juniorów w saneczkarstwie 1992 odbyły się w japońskim Sapporo. Rozegrane zostały cztery konkurencje: jedynki kobiet, jedynki mężczyzn, dwójki mężczyzn oraz zawody drużynowe. W tabeli medalowej najlepsi byli Austriacy.

## Wyniki

### Jedynki kobiet
| Medal | Zawodniczka        | Narodowość        | Czas | Strata |
| ----- | ------------------ | ----------------- | ---- | ------ |
|       | Sonja Manzenreiter | Austria           |      |        |
|       | Tanja Painsi       | Austria           |      |        |
|       | Bethany Calcaterra | Stany Zjednoczone |      |        |

### Jedynki mężczyzn
| Medal | Zawodnik            | Narodowość        | Czas | Strata |
| ----- | ------------------- | ----------------- | ---- | ------ |
|       | Robert Pipkins      | Stany Zjednoczone |      |        |
|       | Armin Zöggeler      | Włochy            |      |        |
|       | Sebastian Schiffner | Niemcy            |      |        |

### Dwójki mężczyzn
| Medal | Zawodnicy                     | Narodowość        | Czas | Strata |
| ----- | ----------------------------- | ----------------- | ---- | ------ |
|       | František Pekar/Martin Duchek | Czechosłowacja    |      |        |
|       | Markus Schiegl/Tobias Schiegl | Austria           |      |        |
|       | Grant Dustin/Chris Coughlin   | Stany Zjednoczone |      |        |

### Drużynowe
| Medal | Zawodnicy | Narodowość        | Czas | Strata |
| ----- | --------- | ----------------- | ---- | ------ |
|       |           | Niemcy            |      |        |
|       |           | Austria           |      |        |
|       |           | Stany Zjednoczone |      |        |

## Klasyfikacja medalowa
| Miejsce | Państwo           |   |   |   | Razem |
| ------- | ----------------- | - | - | - | ----- |
| 1.      | Austria           | 1 | 3 | 0 | 4     |
| 2.      | Stany Zjednoczone | 1 | 0 | 3 | 4     |
| 3.      | Niemcy            | 1 | 0 | 1 | 2     |
| 4.      | Czechosłowacja    | 1 | 0 | 0 | 1     |
| 5.      | Włochy            | 0 | 1 | 0 | 1     |